# Шанідар
Шанідар — печерна стоянка кам'яної доби в передгір'ях хребта Загрос (північний Ірак), поблизу озера Урмія, де в 1951—1961 роках американська археологічна експедиція виявила залишки скелетів 9-и людей неандертальського типу разом з леваллуазькими кам'яними знаряддями мустьєрської культури.

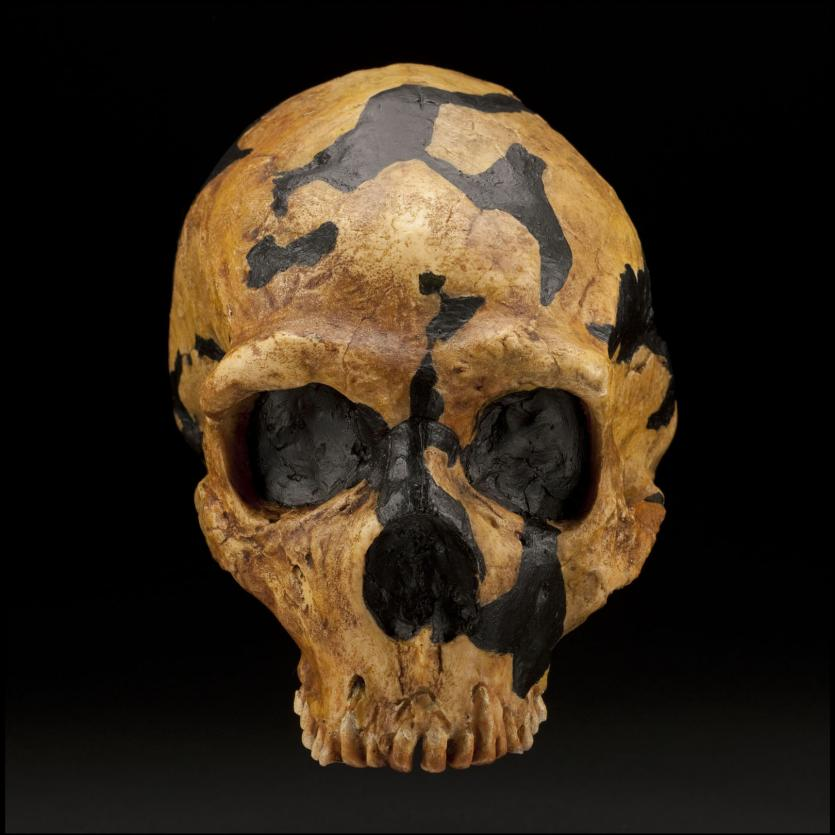
Череп неандертальця з печери Шанідар I

Деякі з виявлених скелетів несуть сліди важких патологій — сліди хвороб і травм. Люди з такими недугами не могли б вижити самостійно, що свідчить про розвинену взаємодопомогу в колективі неандертальців. Встановлено, що деякі неандертальці в цій печері були поховані, а в похованні Шанідар IV була виявлена надзвичайно висока концентрація пилку квітів. Ймовірно, могила була просто засипана квітами. Це цікавий факт, адже у цьому випадку ми можемо говорити про один з найдавніших випадків скоєння навмисного поховання, що супроводжується певним похоронним обрядом.
Антропологічно люди з Шанідар близькі до неандертальців Західної Європи, але мають чимало спільних з сучасною людиною рис. Проживали 50-70 тис. років тому.